# Marie-Jeanne de Saxe
La princesse Marie-Jeanne de Saxe (en allemand, Marie Johanna Amalie Ferdinande Antonie Luise Juliane Prinzessin von Sachsen), née le 19 juin 1860 à Dresde, et morte le 2 mars 1861 à Dresde , fille aînée du roi Georges Ier de Saxe et de Marie-Anne de Portugal, est un membre de la Maison de Wettin.

## Biographie

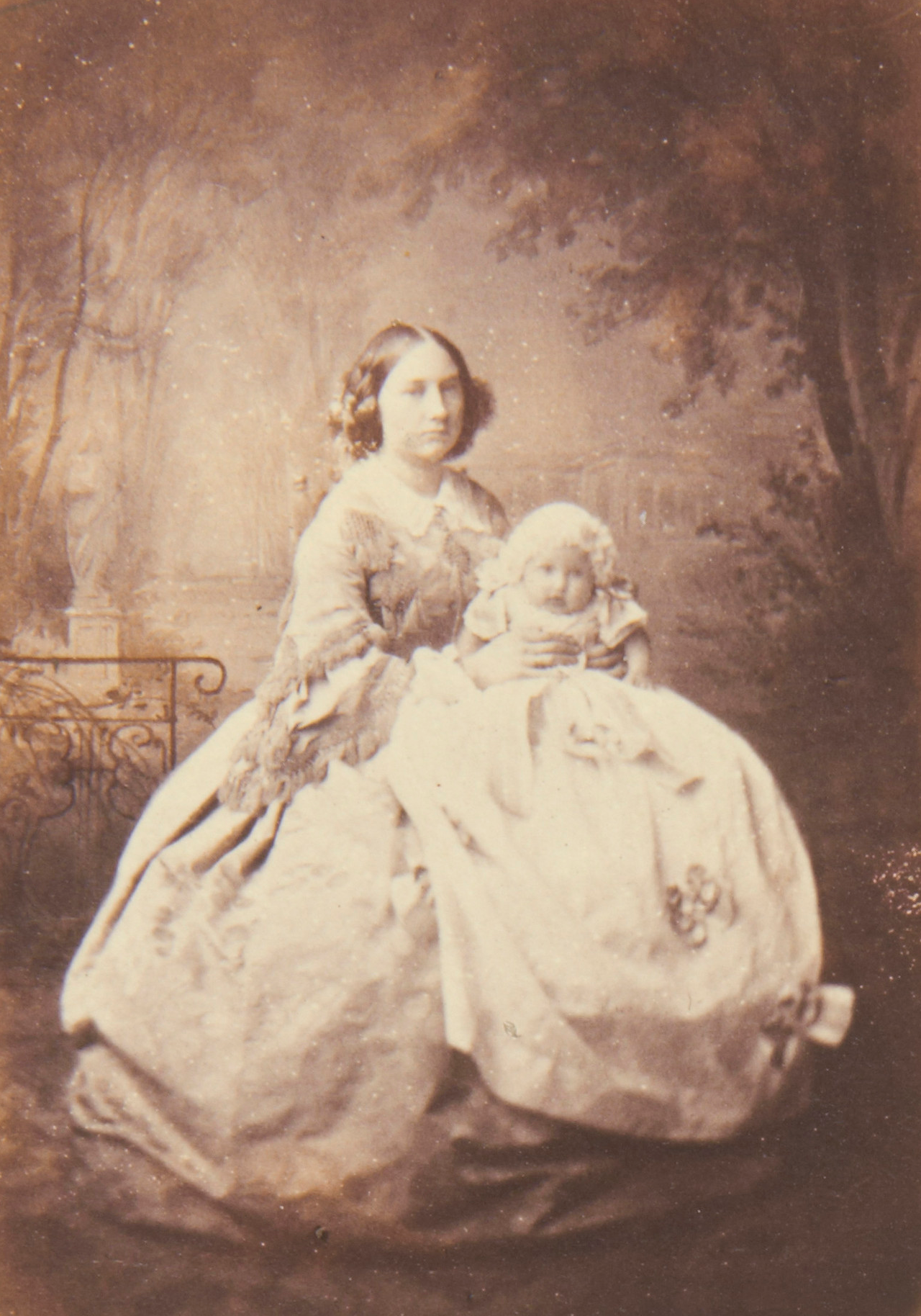
La princesse Marie-Jeanne de Saxe et sa mère

Lorsque Marie-Jeanne de Saxe naît en 1860, son père Georges n'est pas encore roi de Saxe (il le deviendra en 1902). Elle est la sœur aînée du roi Frédéric-Auguste III de Saxe.
La princesse Marie-Jeanne meurt peu avant l'âge d'un an. Elle est inhumée dans la crypte royale de la cathédrale de la Sainte-Trinité de Dresde.